# Municipio de New Gottland
El municipio de New Gottland (en inglés: New Gottland Township) es un municipio ubicado en el condado de McPherson en el estado estadounidense de Kansas. En el año 2010 tenía una población de 384 habitantes y una densidad poblacional de 4,12 personas por km².

## Geografía
El municipio de New Gottland se encuentra ubicado en las coordenadas 38°28′28″N 97°38′20″O / 38.47444, -97.63889. Según la Oficina del Censo de los Estados Unidos, el municipio tiene una superficie total de 93.31 km², de la cual 92,9 km² corresponden a tierra firme y (0,44 %) 0,41 km² es agua.

## Demografía
Según el censo de 2010, había 384 personas residiendo en el municipio de New Gottland. La densidad de población era de 4,12 hab./km². De los 384 habitantes, el municipio de New Gottland estaba compuesto por el 97,92 % blancos, el 0,26 % eran afroamericanos, el 0,26 % eran amerindios, el 0,78 % eran asiáticos y el 0,78 % eran de una mezcla de razas. Del total de la población el 0,52 % eran hispanos o latinos de cualquier raza.